# Matrimoni civil
El matrimoni civil és un tipus de matrimoni que es contreu, formalitza i inscriu davant les autoritats civils (registre civil, administració pública, jutges o autoritats municipals) i no davant les autoritats religioses, ni seguint el ritu d'una religió (matrimoni religiós).
No obstant això, el matrimoni civil no exclou necessàriament el matrimoni religiós i, de fet, en nombrosos sistemes jurídics, en cas de contraure un matrimoni religiós, el matrimoni civil hi té lloc de manera simultània.
En alguns països la institució del matrimoni civil respon a una voluntat de separar la institució del matrimoni de la influència de les institucions religioses, i s'incriu així en el moviment de separació d'Església i estat, o laïcisme, que comença al segle xviii.

## Matrimoni civil a l'estat espanyol
A l'estat espanyol el matrimoni civil va estar prohibit entre el 1564 i 1931, i el matrimoni religiós era l'únic considerat legítim, amb l'excepció del període comprès entre 1870 i 1875, en què va tenir lloc la Primera República (1873). El primer matrimoni civil de l'estat espanyol es va celebrar a Reus el 31 de desembre de 1868, a l'empara del fervor revolucionari. Durant la Segona República, de 1931 a 1939, amb l'establiment de l'aconfessionalitat de l'estat, es va adoptar un sistema de matrimoni civil obligatori.
El 1939, amb el franquisme, es van considerar nuls els matrimonis civils que havien tingut lloc durant el període republicà i el matrimoni civil només passà a admetre's en el cas que els dos contraents fossin d'una religió diferent de la catòlica o fessin apostasia.
Amb la constitució de 1978, que estableix de nou l'aconfessionalitat de l'estat, va deixar de ser necessari certificar l'abandonament de l'Església per poder contraure matrimoni civil. (2019)
L'article 51.2 del Codi Civil espanyol estableix que el jutge encarregat del Registre Civil, l'alcalde o alcaldessa i el delegat designat reglamentàriament poden autoritzar matrimonis, aquests dos últims en el cas que no n'hi haja jutge o jutgessa al municipi. Quan ho autoritze l'alcalde o el seu delegat o delegada, cal fer-ho al local habilitat per aquesta finalitat. Si hi ha un jutge encarregat del Registre Civil, aquest pot autoritzar l'oficina o qualsevol local de l'ajuntament habilitat i pactat amb la corporació municipal.